# Ichneumon promissorius
Ichneumon promissorius là một loài tò vò trong họ Ichneumonidae.